# Афонія
Афо́нія (грец. αφωνια — німота, заніміння) — втрата звучності голосу при збереженні шепітної мови. Є симптомом деяких хвороб.

## Класифікація
- справжню (органічну), або гортанну афонію. Настає при деяких захворюваннях респіраторного тракту (гострі респіраторні вірусні захворювання, туберкульоз, пухлина, сифіліс) та при хронічному ларингіті — так звана професійна втома голосу.
- функціональну (психогенну), або істеричну афонію.

Причиною функціональної афонії може бути душевне переживання або психоемоційне навантаження. У лікуванні останнього виду афонії значну роль відіграє психотерапія.